# Supercoppa d'Israele 2020
La Supercoppa d'Israele 2020 è stata disputata per la prima volta in gara doppia l'8 e il 13 agosto 2020, rispettivamente al Turner Stadium di Be'er Sheva e allo Stadio Bloomfield di Tel Aviv, e ha visto sfidarsi il Maccabi Tel Aviv, vincitore del campionato nazionale, e l'Hapoel Be'er Sheva, vincitore della Coppa di Stato. Il Maccabi Tel Aviv, campione in carica, si è riconfermata conquistando il trofeo per la settima volta nella sua storia, la seconda consecutiva.

## Le squadre
| Squadre            | Qualificazione                           | Partecipazioni precedenti (il grassetto indica la vittoria) |
| ------------------ | ---------------------------------------- | ----------------------------------------------------------- |
| Maccabi Tel Aviv   | Vincitore della Ligat ha'Al 2019-2020    | 8 (1965, 1968, 1970, 1977, 1979, 1988, 2015, 2019)          |
| Hapoel Be'er Sheva | Vincitrice della Gvia HaMedina 2019-2020 | 4 (1975, 2016, 2017, 2018)                                  |

## Tabellino

### Andata
| Arbitro: | Bar Nathan |

|  |           |                  |
|  | Marcatori | 9’, 32’ Blackman |

### Ritorno
| Arbitro: | Leibowitz |

|                     |           |  |
| Cohen 13’ Almog 44’ | Marcatori |  |